# Eupithecia hannemanni
Eupithecia hannemanni is een vlinder uit de familie van de spanners (Geometridae). De wetenschappelijke naam van de soort is voor het eerst geldig gepubliceerd in 1973 door Vojnits & De Laever.